# Цади
Ца́ди (правильнее — ца́де; в идише — цадик) — восемнадцатая буква еврейского алфавита.
Одна из пяти букв с конечной формой — в конце слова выглядит как ץ. В древнееврейском, по-видимому, обозначала эмфатический [ʦˤ]. В современном иврите и в идише она обозначает звук [ʦ] (глухая альвеолярная аффриката).
В сочетании с герешем (צ׳ ץ׳) читается как «ч» ([t͡ʃ]).
Соответствует арабской букве сад.
Палеоеврейская буква цади, вместе с аналогичной ей финикийской буквой 𐤑 предположительно происходят от протосинайской  пиктограммы цветка или папируса, однако существуют и другие версии происхождения, возводящие это букву к пиктограмме завязанного мешка, или связывающие ее название и форму с рыболовным крючком.